# بیوردام (ویرجینیا)
بیوردام (به انگلیسی: Beaverdam) یک منطقهٔ مسکونی در ایالات متحده آمریکا است که در شهرستان هانوفر، ویرجینیا واقع شده‌است. بیوردام ۸۶٫۸۷ متر بالاتر از سطح دریا واقع شده‌است.